# Leszek Sadowy
Leszek Sadowy (ur. 5 stycznia 1962 w Nowej Soli) – polski piłkarz ręczny, mistrz i reprezentant Polski.

## Kariera sportowa
Był zawodnikiem Budowlanych Nowa Sól, AZS Zielona Góra, Stali Gorzów Wlkp., Pogoni Zabrze (1986-1990) i austriackiej drużyny Volksbank Koefflach (1990-1992). Z Pogonią wywalczył z którą zdobył brązowe medale mistrzostw Polski w 1987, wicemistrzostwo Polski w 1988 (po kontuzji na początku rozgrywek nie grał do końca sezonu) oraz mistrzostwo Polski w 1989 i 1990. W 1990 był najlepszym strzelcem ligi, zdobywając 209 bramek.
W latach 1984–1987 wystąpił 34 razy w reprezentacji Polski seniorów, zdobywając 32 bramki, m.in. zagrał na mistrzostwach świata grupy A w 1986 (14. miejsce).